# Paraleptomysis xenops
Paraleptomysis xenops är en kräftdjursart som först beskrevs av W. M. Tattersall 1922.  Paraleptomysis xenops ingår i släktet Paraleptomysis och familjen Mysidae. Inga underarter finns listade i Catalogue of Life.